# 요한 고트프리트 헤르더
요한 고트프리트 헤르더(Johann Gottfried Herder, 1744년 8월 25일 ~ 1803년 12월 18일)는 18세기 독일의 '슈투름 운트 드랑(Strum und Drang)' 시대의 대표적 사상가이며 신학자·문예비평가이다.
동프로이센의 소도시 모른겐에서 초급 교원의 아들로 태어났다. 쾨니히스베르크에서 의학과 신학을 배운 뒤 철학자 칸트의 강의에서 커다란 영향을 받았다. 목사를 천직으로 삼았으나 항상 성직자라는 것과 자기의 사상 및 문필 활동 사이의 모순에 고민했다. 1767년 유럽 편력에 나섰을 무렵의 여행 일기는 '슈투름 운트 드랑'의 심정을 대표하는 것으로서 유명하다. 1776년 이후 바이마르에서 살았으며 괴테와 친교를 맺기도 했다. 만년에 이르러서는 스승인 칸트의 철학을 격렬하게 비판하여 칸트 철학의 추상성·관념성을 스피노자 주의적 범신론 입장에서 공격했다. 그의 저작은 매우 광범위한 영역에 걸쳐 저술되고 있다. 주요 저서로는 《인류사에 대한 철학의 구상》, 《인간성의 교화를 위한 서간》(1797), 《민요집》(1778), 《언어의 기원에 관하여》(1772) 등이 있다.

## 같이 보기
- 아이제이아 벌린

## 참고 자료
- 이 문서에는 다음커뮤니케이션(현 카카오)에서 GFDL 또는 CC-SA 라이선스로 배포한 글로벌 세계대백과사전의 내용을 기초로 작성된 글이 포함되어 있습니다.